# Лудвиг Шванталер
Лудвиг Михаел фон Шванталер (Ludwig Michael von Schwanthaler) е баварски скулптор – един от важните майстори на класицистичната пластика в Южна Германия.

## Биография
Лудвиг фон Шванталер е роден на 26 август в Мюнхен в рода Шванталер от Рийд им Оберинтал в днешна Австрия. Баща му е Франц Якоб Шванталер, майка му – Клара Лутц. През 1819 г. завършва средно образование с матура в (днешната) Вилхелмова гимназия в Мюнхен (Wilhelmsgymnasium).  Шванталер става доцент в Академията на изящните изкуства в Мюнхен и учител в Кралското строително училище. Кариерата и работите му биват подкрепяни от крал Лудвиг I. Шванталер прекарва години на обучение в Рим – 1826 – 1827 и 1832 – 1834, за които финансовите средства са осигурени от Лудвиг I.
На 4 септември 1842 г. е избран за седмия почетен гражданин на Залцбург за създадения от него и излят от Йохан Баптист Щиглмайер паметник на Моцарт в града. През 1843 г. построява замъкът Шванек в долината на Изар. Главната му работа е колосалната статуя на Мюнхенската Бавария.
Построената от 1837 г. срещу ателието му сграда за модели, която е превърната в музей след смъртта на Шванталер, е разрушена по време на Втората световна война.  Той е един от първите музеи на изкуството.  Скулпторите Вилхелм Хорнбергер (1819 – 1882) и Ернст Готфрид Вивие са сред предпочитаните ученици на Лудвиг Шванталер.
Шванталер умира на 14 ноември 1848 г. в Мюнхен. Гробът му се намира в старото мюнхенско „Южно гробище“ в квартал Глокенбах, където е погребан заедно със семейството си. Бюстът му е поставен в Халето на славата в Мюнхен (Ruhmeshalle).

## Избрани творби
- Паметник на велик херцог Карл Фридрих фон Баден, 1840, Карлсруе
- Паметник на Жан Паул, 1841, Байройт
- Паметник на Волфганг Амадеус Моцарт, 1842, Залцбург, площад Моцарт
- 34 богини на победата, 1842 – 1863, Хале на освобождението, Келхайм
- Паметник на маркграф Фридрих Алекзандер фон Бранденбург-Байройт, 1843, Ерланген
- Гробна плоча на крал Рудолф фон Хабсбург, Шпайерска катедрала, 1843
- Фонтан „Австрия“ 1844, Виена
- Паметник на Йохан Волфганг фон Гьоте, 1844, Франкфурт на Майн, площад Гьоте
- Паметник на велик херцог Лудвиг I от Хесен-Дармщат, 1844, Дармщат
- Нимфа, 1848, дворец в Аниф край Залцбург
- Паметник на херцог Ернст I от Саксония-Кобург и Гота, 1849, Площад на двореца, Кобург
- Статуя „Бавария“, 1850 (изградена след смъртта на твореца), Мюнхен, Терезиенвийзе